# Петар Прерадовић
Петар фон Прерадовић (Грабровница код Питомаче, 19. март 1818 — Фарафелд код Беча, 18. август 1872) био је песник, словенофил и генерал-мајор аустроугарске војске српског порекла.

## Биографија

### Порекло
Прерадовићи православни Срби воде порекло из Старе Србије, одакле се у XVII веку, пре велике Сеобе Срба, преселили у Бачку и настанили у селу Леђен (некадашње место северно од данашњег села Риђица) у горњој Бачкој, између Баје и Сомбора. У време пресељења старешина задруге Прерадовића био је свештеник Српске православне цркве. Већина мушких чланова породице Прерадовић посветила се у Војној крајини војном позиву. Постојале су три гране Прерадовића и де Прерадовића (Депрерадовића), леђенска, руска и горњо-крајишка. Једна грана Прерадовића добила је угарско племство 1722. и користила предикат де Прерадовић. Од те гране породице води порекло руски дворјански (племићки) род Депрерадович, чији су чланови руски генерал-мајор Рајко (Родион) Степанович Депрерадович, бивши аустријски граничарски потпуковник који је дошао са породицом у Русију 1752. године. Затим његов син, руски генерал-мајор Иван Родионович Депрерадович и унук руски генерал коњице Николај Иванович Депрерадович (1767—1843), који се прославио у ратовима против Наполеона, као и поручник лајб-гардијског коњичког пука Николај Николајевич Депрерадовић (1802—1884) и генерал-мајор, командир Сејменовског пука, Леонтиј Иванович Депрерадович (1766—1844).
Када је 1740. године укинута Потиска војна крајина са седиштем у Сомбору, онда је неколико официра из породице Прерадовић, прешло, са породицама у тзв. Горњу крајину. Из те гране Прерадовића је Петар Прерадовић
.
На грбу Петра Прерадовића налази се, као спомен на граничарско порекло његове породице, грифон који замахује сабљом држећи при томе у левој руци одсечену турску главу
Од Прерадовића, међу којима су и Прерадовићи из Грубишног поља, на списку убијених у логору Јасеновац Независне Државе Хрватске, до сада је идентификовано 100 Прерадовића .
Дописивао се годинама са Вуком Караџићем. У једном писму Вуку, Прерадовић пише: ...Ако се можда чудите што јa као Србин пишем латиничнијем словима, има тому више разлога, али можда ће доћи сретан дан, па ћу моћи писати и кириличким писменима. Глас Црногорца је објавио писмо Прерадовића Вуку, написано у Задру 1846., у којем пише: Што ове моје пјесме, као Србин, кирилскими писмени не печатим, тому су различни узроци, које одје навађати на дуго би било.

### Детињство и младост
Петар Прерадовић родио се 19. марта 1818. године у селу Грабровници, ђурђевачке регименте у српској православној породици Јована Прерадовића, аустријског граничарског официра - заставника, родом из Грубишног Поља у Војној крајини, и мајке Пелагије рођене Гривичић, из Ђурђевца. Крштен је Петар у православној цркви у селу Мала Трешњевица, код које су му касније сахрањени родитељи. Кумовао му је оберлајтант Теодор Пишчевић из Отрованеца. Школовање је започео у Грубишном Пољу, па наставио у Ђурђевцу и војничкој школи у Бјеловару. Кад је умро Јован Прерадовић (1828), Петар је био дете. Мајка Пелагија коју често помиње у својим песмама, остала је самохрана удовица.

### Школовање, покатоличење и понемчење
Када је напунио 12 година, 1830. године, Петар Прерадовић је уписан у Војну академију (кадетску школу) у Винер Нојштату (Бечко Ново Место), где је провео наредних 8 година. Током школовања сви ђаци те школе вођени су као римокатолици, што је могло да буде измењено, на изричит захтев питомца. Међутим, до тога је ретко долазило, па су православни питомци постепено, одлажењем на католичке мисе са друговима, без формалног покатоличавања, постепено постајали римокатолици. Тако је и Петар Прерадовић, као дечак-питомац кадетске школе, прећутно записан (по Статуту из 1771) као римокатолик и из православне вероисповести преведен у католичку, а да није обављен формални чин конверзије. Његова припадност римокатоличкој цркви, касније је појачана пошто су му обе жене биле римокатоличке вероисповести
Одмалена одвојен од породице и школован на немачком језику Петар Прерадовић је покатоличен, понемчен и скоро потпуно је заборавио матерњи језик. Када је 1838. године по завршетку Војне академије, посетио мајку и сестру Марију и једва се са њима споразумевао.

### Повратак матерњем језику
Прва служба, по завршетку Академије, била је у Милану, где се 1838. године упознао са такође аустријским официром хрватским писцем Иваном Кукуљевићем Сакцинским који је утицао на „повратак“ матерњем језику. Петар је до тада правио поетске покушаје само на немачком језику. Прву песму је написао 1834. године "Der brand von Neustadt"; лирски је описао велики пожар у том граду. Петар Прерадовић сведочи у својим песмама, како се присећао речи своје мајке из раног детињства. Исти сусрет извршио је хрватски утицај на Петра Прерадовића и заинтересовао га за сложене политичке и културне прилике у банској Хрватској која се као део Краљевине Мађарске (Угарске) налазила у Аустријском царству, и нешто касније у Аустроугарској.
Приликом прекоманде у Задар 1842. године Петар Прерадовић се упознао са Спиродоном Спиром Димитровићем Которанином, у чијој кући су се често окупљали истакнути далматински Срби. На растанку са Спиром Димитровићем, Петар Прерадовић му је обећао да ће му послати песму на српском језику. Тако је настала прва Прерадовићева песма на матерњем језику Посланица Шпири Димитровићу.
Прерадовић је добро примљен у српском Будиму, где су настали његови први књижевни кораци. Српски календар "Драгољуб" који је излазио у Будиму штампао је 1846. године његову песму Елица, која показује да он изузетно влада народним српским језиком. Исте године јануара, такође будимски српски лист је објавио његову успелу песму Почетак љубави. Са друге стране, наклоност има још више међу Хрватима. Његовом приближавању Хрватима допринели су Људевит Гај и Станко Враз; први је (поново) објавио прву његову песму у "Даници", а други се дописивао и вршио му исправке. Када је 1847. године Прерадовић стигао у Загреб, међу католичким и илирским круговима је као познат био - "једва дочекан" и уведен у књижевне кругове.

### Војна служба
По завршетку Војне школе 1838. године, Петар Прерадовић, накратко се видео са мајком и сестром, да би отишао на прву службу у Милано, одакле је 1842. прекомандован у Задар. Од 1843. године службује у Далмацији међу својима, и тада је објавио прву песму у "Далматинској зори". Од 1847. године је у Италији где учествује у ратовима. Ратне 1848. године мислило се да погинуо у борбама, па му је Б. Шулек чак написао некролог у 141. броју хрватских "Народних новина". По својој жељи и заузимањем пријатеља 1849. прекомандован је када је постао капетан, у Загреб, где је 1851. године био ађутант бана Јосипа Јелачића. Потом као мајор немачко-банатске пуковније на служби је у Ковину (1853), у Бечу и Глини (1854), као генералштабни потпуковник 1858. прекомандован је у Темишвар. Јавља се он 1860. године у Темишвару, као обрштар и командант штаба, пренумерантом књиге Вука Караџића. Из Темишвара прекомандован је у Арад, а после поново у Беч. У чин пуковника унапређен је 1859. године, а после ратова 1866. године у чин генерала. За време маневара аустријске војске 1868. године у Бруку, упознали су се српски капетан Љубомир Узун-Мирковић (као војни посматрач) и аустријски генерал Петар Прерадовић. Након једног инцидента, када је немачки капетан јавно понизио једног мајора, испред самог генерала, обратио се капетану Љуби - Прерадовић, речима: "Тако је то мој брате Србине! Ма где да смо ми Срби, свуда морамо трпити!!!".

### Кандидат за бана Хрватске
Почетком 1871. године било је изгледа да ће Петар Прерадовић бити наименован за бана Бановине Хрватске која је била у саставу Краљевине Угарске у саставу Аустроугарске. Међутим, 1872. је умро у 54. години живота. Споменик у граду Загребу подигао му је 1895. године Стјепан Милетић, а израдио Иван Рендић.

## Упокојење
Због нарушеног здравља летовао је често у Веслави (1861, 1863, 1864). Теже се разболео 1871. године, да би умро је у Фарфелду код Феславе недалеко од Беча 18. августа 1872. године. Сахрањен је у Бечу, а 1879. године његови посмртни остаци пренесени су на загребачко гробље Мирогој, а споменик надгробни са епитафом, који је наручио и платио Стефан Милетић, израдио је кипар Иван Рендић.

### Потомство
Прерадовић се два пута женио, први пут у Задру 1848. године са Италијанком - Павицом де Понте, други пут Немицом - Емом Регнеровом. После смрти супруге Павице 1855. године, остао је удовац са двоје мале деце - Душаном и Милицом. Ема је била васпитач његове деце, којом се оженио након десет година. Имао је укупно седморо деце. Његово потомство данас је немачка, односно аустријска породица фон Прерадовић. Његова унука Паула фон Прерадовић аутор је текста данашње аустријске химне.

### Паула Молден, рођ. фон Прерадовић (1887—1951)
Паула Молден, рођ. фон Прерадовић (12. октобар 1887-25. мај 1951), аустријски писац. Рођена је у Бечу, одакле се њена породица преселила у Пулу 1889. године. Касније је живела у Копенхагену и поново у Бечу. Била је удата за новинара Ернеста Молдена. Имала је два сина Фрица Молдена, новинара и издавача и Отоа Молдена, банкара.
После удаје као уметничко име користила је девојачко име презиме Паула фон Прерадовић.
Паула фон Прерадовић написала је текст данашње аустријске химне: .
Постоји прича да након обавештења да је њена песма изабрана за аустријску химну 1947. године, њен син Фриц Молден написао сатиричну верзију песме да би забавио породицу.
Паула фон Прерадовић објавила је три збирке песама на немачком:
- -{Dalmatinische Sonette, 1933
- Lob Gottes im Gebirge, 1936
- Ritter, Tod und Teufel, 1946}-

Објавила је и четири романа на немачком:
- (Главне личности Перо - Петар Прерадовић и његова жена Паула - Паве)
- -{Die Versuchung des Columba, 1951
- Königslegende, 1950
- Wiener Chronik 1945,}- дневник објављен 1995.

Република Аустрија је 1995. године издала поштанску марку са ликом Пауле фон Прерадовић.

### Др Никола фон Прерадовић
Праунук др Николаус Прерадовић био је аустријски историчар који је објавио више књига о Првом и Другом светском рату. Током Другог светског рата служио је у званичној војсци НДХ „Домобранима“, као и добровољним јединицама, Хрватској легији.

## Књижевни рад
По утицајем лектире почео је писати песме, и то на немачком језику, на Академији 1834. године. Читав живот провео је у војној служби у Бечу и на подручју Војне крајине, а књижевношћу се бавио колико му је допуштала официрска служба (имао је чин генерал-мајора). Објавио је 1852. године у "Невену" одломак из своје драме "Краљевић Марко". Прикључио се илирском покрету у чијој је „другој фази“, уз Станка Враза и Ивана Мажуранића, постао најутицајнији пјесник. Пјесмама изражава бригу за свој језик, приврженост словенској концепцији и искрено родољубље. Поред драме Марко Краљевић, написао је и драму Владимир и Косара. У обе драме, главни ликови су му истакнуте личности из српске историје и народне традиције.
Прва штампана песма била је „Зора пуца, биће дана“, објављена 1. јануара 1844. године, у првом броју у Зори далматинској. Прва мања збирка песама штампана 1846. године под насловом Првенци. Написао је 1856. године своју аутобиографију под насловом "Черте мога живота"; постоји и рукопис "Нацрт мог живота".

## Збирке песама
- "Првенци" (1846)

- "Нове пјесме" (1851)
- "Први људи" (1862)
- "Пустињак"

## Песме
- „Посланица Шпири Димитровићу“, 1842.
- „Зора пуца, биће дан“, објавио 1843. године у "Далматинској зори"[28]
- „Четири врела“ (Као послије битке на Косову)
- „Путник“, 1844.
- „Мируј, мируј срце моје“
- „Косово поље“, објавио 1846. године у "Србском народном листу", Будим.
- „Браћи“
- „Роду о језику“
- „Браћа“

### Песма „Хрват или Србин“
Мишљење Петра Прерадовића о српско-хрватским односима и његово словенофилство добро се може видети у његовој песми Хрват или Србин.
 Хрват или Србин  

(Некоме пријатељу)
Ти се на ме срдиш, мили побратиме, 

Велиш: „Србин јеси, србско имаш име, 

Твоји прадједови сви су Србљи били, 

На Косову пољу модру крвцу лили, 

А ти, њихов унук, за Србље, не мариш, 

Већ се у Хрватсву покварену квариш! " 

Твој ме укор, побре, тишти, одвећ јако

И да ниесам војник, под тиском бих плако; 

Ал овако знадеш, лаке су ми мисли, 

И попуштам ондје, гдје би други стисли. 

Изван ако хоћеш да се порвамо, 

А ти седлај ноге, пак дојаши амо, 

Установи мјесто, вриеме и другара, 

Па ћемо разпачат, што нам срце пара, 

А у циелом свиету нека спомен буде, 

Да су до два брата били двије луде. 

Брођанин Србин католик Андрија Торкват Брлић у "Народним новинама" поводом изложбе хрватске државе (први велесајам) у Загребу, је написао да Славонија на ту изложбу неће ништа слати јер је изложба понела име "хрватска" а не Троједне краљевине. У 3. броју истих новина 1863. године, реагује на осуде "Позора" за ту изјаву, па пише: "Славонија је скоро искључиво напучена Србством римске и грчке цркве". Петар Прерадовић га је међутим осудио у писму Андријином брату Игњату у Темишвару, 31.1.1863: "Чујем да и међу католици некаква србска странка бива. Хвала богу сад имамо једну странку више..."